# Кондратюк Петро Петрович
Кондратюк Петро Петрович ' (*21 квітня 1979, с. Щасливе) — український футболіст, атакувальний півзахисник.
Перший професійний матч Кондратюк зіграв у 16-річному віці за першоліговий «ЦСКА-Борисфен» 2 липня 1995 року (проти олександрійської «Поліграфтехніки»). Регулярно виступати в основі став з 1997 року, коли перейшов до «Борисфена». За бориспільську команду він провів майже чотири сезони, зігравши 110 матчів, у яких забив 22 голи, нетривалий час також перебуваючи в оренді у «Росі». Наступні чотири роки (з 2001 до 2004) гравець виступав за полтавську «Ворскла-Нафтогаз», у складі якої дебютував у вищій лізі, але так і не зміг закріпитися в основі, часто виступаючи лише за другу команду. Виступав у вінницькій «Ниві» за часів тренерства Володимира Безсонова, з 14 забитими м'ячами увійшов до трійки найкращих бомбардирів першої ліги. У 2005 році повернувся до вищої ліги, провівши один сезон за алчевську «Сталь». Наступного року Петро Кондратюк повернувся до «Ворскли», у складі якої 22 гри провів за основний склад і 8 за дублюючий. Перше коло сезону 2007–2008 рр. провів у «Іллічівці» Семена Альтмана, друге — у черкаському «Дніпрі». З літа 2008 року по літо 2010 року виступав за чернігівську «Десну».